# اوبرکورتسهایم
اوبرکورتسهایم (به آلمانی: Oberkurzheim) یک منطقهٔ مسکونی در اتریش است که در مورتال واقع شده‌است. اوبرکورتسهایم ۲۹٫۱۵ کیلومتر مربع مساحت دارد ۸۶۱ متر بالاتر از سطح دریا واقع شده‌است.